# Hennebont
Hennebont (en bretón, Henbont) es una población y comuna francesa, situada en la región de Bretaña, departamento de Morbihan, en el distrito de Lorient y cantón de Hennebont.

## Historia
El origen etimológico de su nombre ("hen bont" significa en bretón antiguo "viejo puente") atestigua el papel que su posición geográfica desempeñó en el origen de la localidad, puesto que supone el primer lugar por donde el río Blavet se puede flanquear, a 10 km de su desembocadura.
Es por ello por lo que el lugar fue ocupado desde tiempos prerromanos y que posteriormente se asentó la población bretona. Los señores locales bretones dieron paso al control de la ciudad por parte del duque de Bretaña a mediados del siglo XIII, quienes fijaron la localidad en su lugar actual y la amurallaron. Hennebont se convirtió rápidamente en una importante plaza fuerte de Bretaña, lo que valió numerosos asedios, como en 1342 durante la guerra de sucesión del ducado de Bretaña y posteriormente por parte de Bertrand du Guesclin.
Hennebont se convirtió en una ciudad administrativa y de comercio marítimo y agrícola de mediana importancia, papel que continuó desempeñando hasta el siglo XVIII pese a la creación de Lorient en 1666, que le restó parte de su vitalidad. En el siglo XIX se instalaron en Hennebont los Establos Nacionales ("Haras Nationaux") y unas importantes forjas.
El 7 de agosto de 1944, en el marco de las luchas por la toma de Lorient, las tropas nazis atrincheradas en esta última ciudad bombardearon Hennebont para detener el avance aliado, con un balance de una veintena de muertos, 180 heridos y la destrucción de los barrios antiguos de la ciudad. La ciudad tuvo un alcalde del Partido Comunista Francés entre 1957 y 2014.

## Lugares y monumentos
- Las torres Bro-Erec'h (siglo XV) y las murallas que descienden hasta el río.
- La iglesia Notre-Dame-de-Paradis, de estilo gótico y construida entre 1514 y 1530.
- Los Establos Nacionales.
- A partir de Hennebont se puede recorrer fácilmente las orillas del Blavet.
- Parque Botánico de Kerbihan

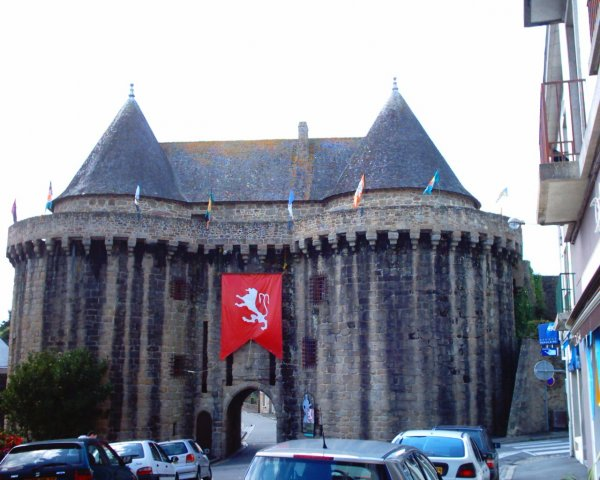
Las torres Bro-Erec'h.
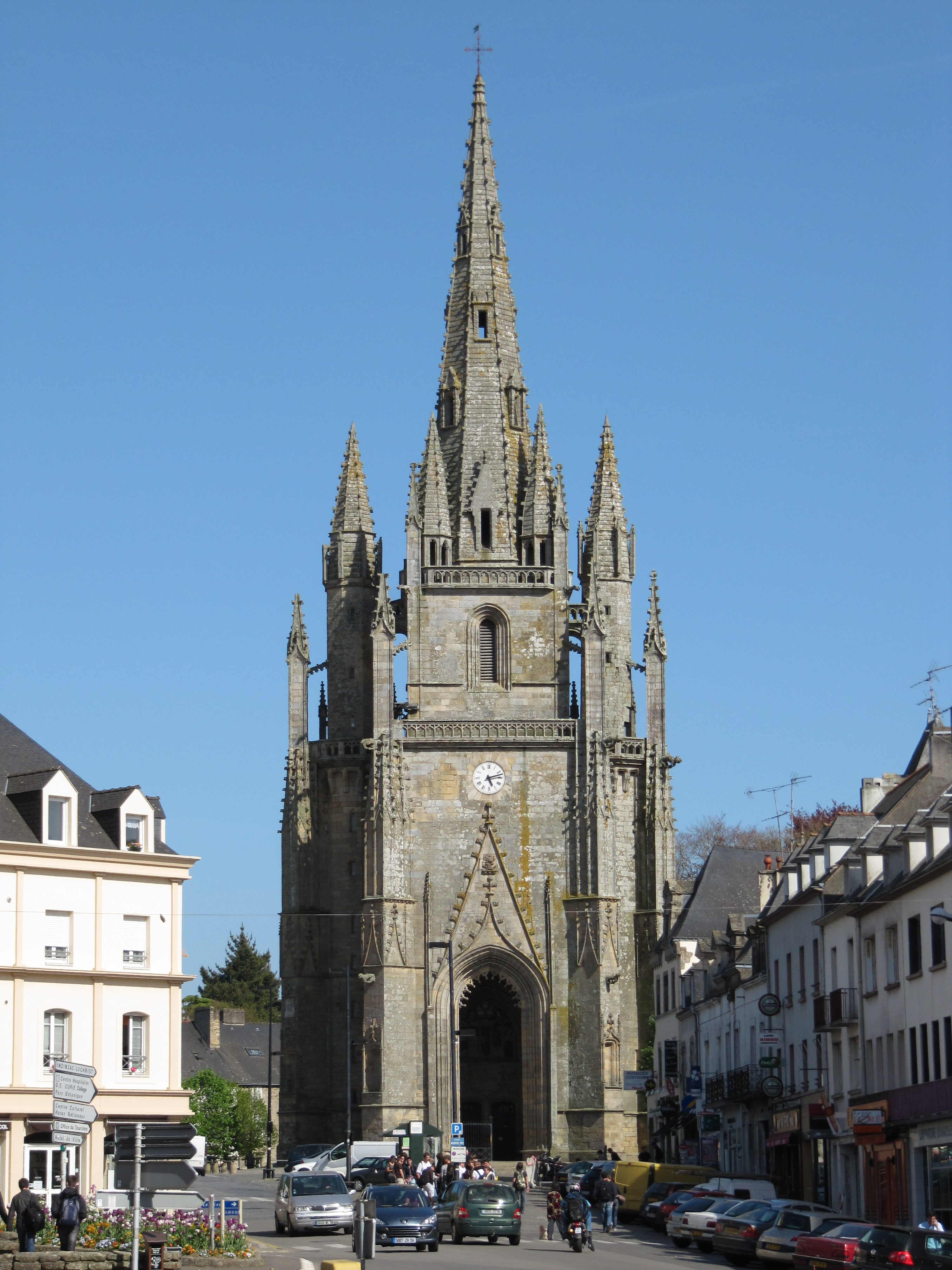
Iglesia Notre-Dame-de-Paradis.
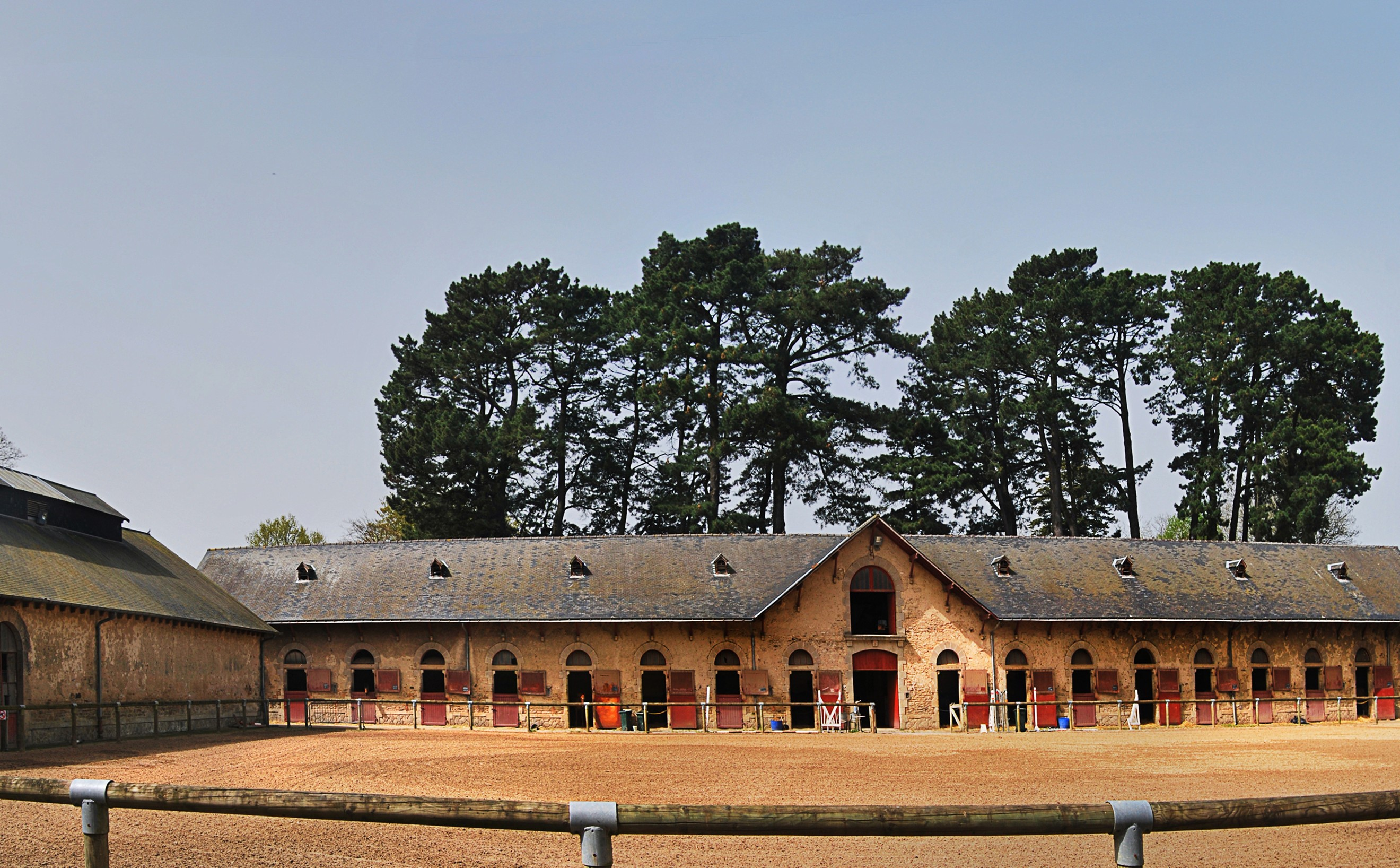
Establos Nationales.
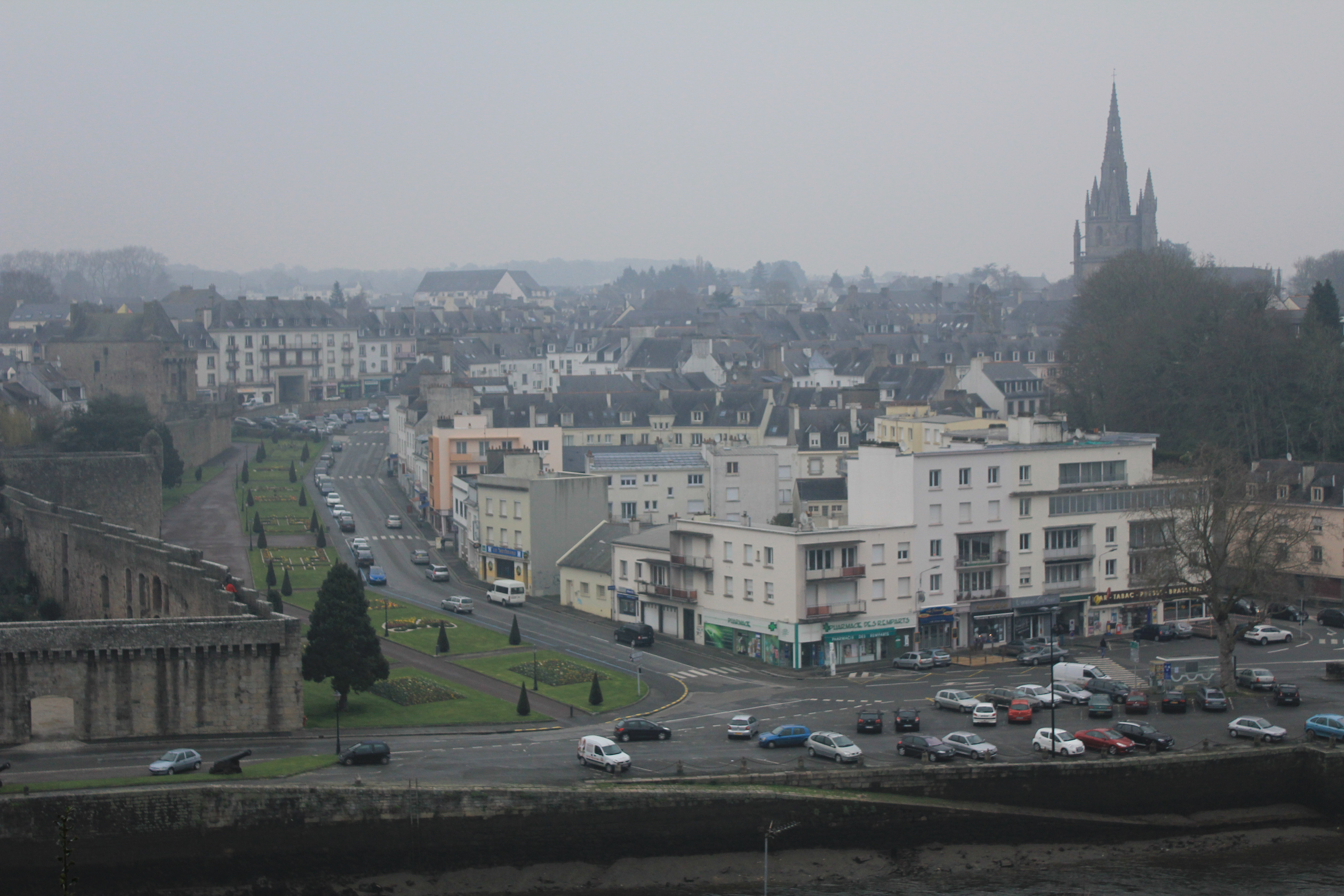
Vista de Hennebont.

## Demografía
| 5 338                     | 4 847 | 4 678 | 4 887 | 4 477 | 4 749 | 4 552 | 4 668 | 4 710 | 4 755 | 4 675 | 5 112 | 5 498 | 6 050 | 5 988 | 6 519 | 6 972 | 8 074 | 8 702 | 9 121 | 8 605 | 8 682 | 8 297 | 8 148 | 8 690 | 8 217 | 11 279 | 11 690 | 11 799 | 12 273 | 12 963 | 13 624 | 13 412 | 14 624 |
| (Fuente: INSEE y Cassini) |       |       |       |       |       |       |       |       |       |       |       |       |       |       |       |       |       |       |       |       |       |       |       |       |       |        |        |        |        |        |        |        |        |

## Deportes

### Fútbol
Hennebont cuenta con tres clubes de fútbol:
   La Entente Saint Gilloise d'Hennebont (ESG), creada en 1976, es un club amistoso de barrio del mismo nombre (St Gilles) que deseaba mantener su independencia. Los colores de este club son el verde y el negro y ofrece equipos en todas las categorías de edad (desde la sub-7 en adelante a través de su escuela de fútbol). La selección juega en D2 desde la temporada 2020/21. El club también se ha hecho notar al abrir un fondo para tratar de contratar a Lionel Messi en septiembre de 202070,71. El 29 de septiembre de 2021, el club anunció la creación de su primer equipo 100% femenino, por lo que participa en el campeonato U13F y U11F del distrito de Morbihan.
   El Stade Hennebontais nació en 2017 de la fusión de dos clubes de la ciudad: la Union Sportive Hennebontaise (USH) y la Garde du Vœu (GVH). La primera temporada terminó con buenos resultados, ascendiendo el equipo A a D2. En julio de 2020, el equipo subió a D1 tras la retirada de dos clubes, habiendo seleccionado el distrito al SH entre los mejores de 3ª, para jugar en esta división durante la temporada 2020/21 73 , pero volvió a descender a D2, donde el club jugará a partir de la temporada 2022/23
   La Association Sportive Kergroix (ASK), como club de ocio, sólo tiene un equipo de veteranos.
En 2015, los clubes GVH y ESG intentaron formar una agrupación juvenil llamada Hennebont FC, pero el proyecto no prosperó

### Tenis de mesa
El Garde du Vœu Hennebont de tenis de mesa ganó el título de campeón de Francia en 2005, 2006, 2007 y 2009 y se clasificó regularmente para jugar en la Liga de Campeones o la ETTU. La Salle Abraham tiene fama de ser la más ambientada de Francia, ya que todos los partidos la llenan.
En 2019, Hennebont gana su primer título europeo, la ETTU Cup.
Se ha construido un nuevo centro internacional de entrenamiento y competición de tenis de mesa, el Ping Center, que se inaugurará oficialmente el 26 de noviembre de 2022

### Baloncesto
El Basket Club Hennebontais (BCH), que juega en la liga nacional 3 masculina, aspira a llegar a la nacional 2 en 2024 (proyecto ADN 2024)

### Balonmano
El Hennebont Lochrist Handball jugará en la división nacional 1 masculina (3ª división) a partir de la temporada 2022/23, tras el primer puesto obtenido en la temporada 2021/22 en la división nacional 2, después de haber ganado su último partido del campeonato contra el Cherbourg75 , y haber terminado invicto en casa durante esta temporada La selección nacional juega en Kerlano, pero se trasladará a Inzinzac-Lochrist, dentro de un nuevo complejo deportivo en los terrenos de Mané-Braz, para poder acoger a más espectadores, en 2024.

### Ajedrez
L'Echiquier Hennebontais juega en la División 1, después de haber jugado en la Nationale 4. El club también entrena a jóvenes (chicas y chicos) en su aprendizaje de la disciplina, y también tiene un equipo presente en D2 Jeunes. Al acercarse las fiestas de fin de año, el club también organiza un torneo de Navidad, en formato rápido (7 rondas de 15 minutos por jugador), se organizan en realidad 2 torneos: uno para jóvenes y un segundo para adultos y jóvenes experimentados.